# Kulør (kortspil)
 For alternative betydninger, se Kulør. (Se også artikler, som begynder med Kulør)
Kulør (også kaldet farve) i kortspil er de fire forskellige kulører spar (♠), hjerter (♥), klør (♣) og ruder (♦), hvoraf der hver er 13 spillekort. Selvom de fire kulører også kaldes farver, så består de kun af de to farver sort for spar og klør samt rød for hjerter og ruder.
I bridge er kulørerne rangeret, så spar er den mest betydende, dernæst hjerter, så ruder og til sidst klør. I l'hombre betegner "kulør" specielt spar. Således betyder solo kulør et solospil med spar som trumf. Begrebet kulør kan også træffes i andre spil end kortspil; for eksempel opererer mahjong med de tre kulører cirkler, bambus og skrifttegn.
I overført betydning benyttes spillekortsudtrykket "at bekende kulør" om, at man klart fortæller sin mening eller holdning om et bestemt emne eller en bestemt situation.

## Spar
Navnet spar kommer af spansk espada (= sværd), pga de stiliserede, spidse sværdblade på kortene.

## Klør i forskellige kortspil

### Bridge
Klør er den kulør i bridge, der har lavest værdi. Har en spiller meldt f.eks. to klør, kan dette overgås af en to-melding i en hvilken som helst af de øvrige farver eller uden trumf.

### Davoserjazz
Et spil Davoserjazz består af en samling forskellige spil (antallet kan variere). Et af disse spil går ud på at få så få klør som muligt i stik. Hver klør koster ét strafpoint. I et senere spil gælder det tilsvarende om at undgå at hjemtage klør konge i et stik. Dette koster femten strafpoint. Sidste spil ("kabalen") startes efter mange regler med, at den der har klør syv, lægger dette kort på bordet.

### L'hombre
I L'hombre kaldes klør es for basta og er i trumfspil altid tredjestørste trumfkort, uanset farven af trumf.